# Lost in Austen
Lost in Austen is een vierdelige Britse televisieserie, die wekelijks uitgezonden werd via ITV vanaf 3 september 2008. De serie werd geschreven door Guy Andrews en is losjes gebaseerd op Pride and Prejudice van Jane Austen.

## Verhaal
Amanda Price is een jonge, moderne vrouw uit Hammersmith in Londen. Ze heeft een vriend, Michael, maar het botert niet meer zo erg tussen de twee. Amanda zoekt haar romantiek door steeds opnieuw Pride and Prejudice te lezen, en vertrouwt haar moeder toe dat ze eigenlijk een man zoekt als Mr. Darcy.
Op een dag komt Amanda haar badkamer binnen en treft daar Elizabeth Bennet aan, de hoofdpersoon uit Pride and Prejudice. In Amanda's badkamer blijkt zich een mysterieuze doorgang tussen het eenentwintigste-eeuwse Londen en het achttiende-eeuwse Longbourn te bevinden. Wanneer Amanda op uitnodiging van Elizabeth een kijkje wil nemen op Longbourn valt de deur dicht, en zit Amanda opgesloten op Longbourn en Elizabeth in het Londen van de eenentwintigste eeuw.
Amanda komt middenin Pride and Prejudice terecht. Ze kent het verloop van het verhaal natuurlijk al, en ontmoet Mr. Darcy en Mr. Bingley, maar die laatste wordt verliefd op haar in plaats van op Jane Bennet. Amanda merkt dat er allerlei dingen verkeerd dreigen te gaan en grijpt in. Haar bemoeienissen lijken echter niet de verwachte vruchten af te werpen: Jane trouwt met de verschrikkelijke Mr. Collins en Elizabeths hartsvriendin Charlotte Lucas, die eigenlijk met Collins zou moeten trouwen, vertrekt naar Afrika als verpleegster. Wanneer Mrs. Bennet de veel te moderne Amanda uiteindelijk de deur wijst wordt ze opgevangen door George Wickham, die hoewel wel een schurk, toch erg vriendelijk en behulpzaam blijkt te zijn.
Amanda wordt tegen haar wil verliefd op Mr. Darcy en die liefde blijkt wederzijds te zijn. Amanda vecht ertegen omdat ze ervan overtuigd is dat Darcy met Elizabeth moet trouwen. Wanneer Elizabeths vader Mr. Bennet een levensgevaarlijke hoofdwond oploopt gaat ze Elizabeth uit Londen terughalen, en zorgt er zo ook voor dat Elizabeth en Darcy elkaar ontmoeten. Elizabeth heeft inmiddels in het moderne Londen het boek Pride and Prejudice ook gelezen en weet dus dat ze uiteindelijk met Darcy zou horen te trouwen, maar ze is inmiddels erg modern geworden en heeft een hekel aan Darcy. Darcy keurt Elizabeth nauwelijks een blik waardig. Wanneer Mr. Bennet weer gezond en wel is (met dank aan Wickham, die een prima arts heeft bezocht die de wond kon hechten) besluit Elizabeth weer terug te keren naar het moderne Londen.
Door tussenkomst van Lady Catherine de Bourgh wordt het huwelijk van Jane en Mr. Collins nietig verklaard (het was nog niet geconsummeerd), en Jane en Mr. Bingley vertrekken naar Amerika om daar te trouwen en een nieuw leven op te bouwen. Darcy, die ervan overtuigd is dat Amanda voorgoed weg is, is gebroken, en heeft er spijt van dat hij Amanda heeft afgewezen vanwege het feit dat ze geen maagd meer is. Wanneer Amanda naar hem toekomt op Pemberley verklaren ze elkaar hun liefde en besluit hij toch met haar te trouwen.

## Bezetting
- Jemima Rooper als Amanda Price
- Alex Kingston als Mrs Bennet
- Hugh Bonneville als Mr Claude Bennet
- Elliot Cowan als Fitzwilliam Darcy
- Morven Christie als Jane Bennet
- Tom Riley als George Wickham
- Perdita Weeks als Lydia Bennet
- Gemma Arterton als Elizabeth Bennet
- Christina Cole als Caroline Bingley
- Florence Hoath als Catherine "Kitty" Bennet
- Lindsay Duncan als Lady Catherine de Bourgh
- Guy Henry als Mr Collins
- Michelle Duncan als Charlotte Lucas
- Ruby Bentall als Mary Bennet
- Tom Mison als Charles Bingley
- Paul Hine als Cymbal Collins
- Gugu Mbatha Raw als Pirhana
- Daniel Percival als Michael